# Hopewell (Nova Jersey)
Hopewell és una població dels Estats Units a l'estat de Nova Jersey. Segons el cens del 2000 tenia 2.035 habitants.

## Demografia
Segons el cens del 2000, Hopewell tenia 2.035 habitants, 813 habitatges, i 561 famílies. La densitat de població era de 1.138,7 habitants/km².
Dels 813 habitatges en un 36,2% hi vivien nens de menys de 18 anys, en un 55% hi vivien parelles casades, en un 11,8% dones solteres, i en un 30,9% no eren unitats familiars. En el 25,1% dels habitatges hi vivien persones soles el 8,6% de les quals corresponia a persones de 65 anys o més que vivien soles. El nombre mitjà de persones vivint en cada habitatge era de 2,5 i el nombre mitjà de persones que vivien en cada família era de 3,01.
Per edats la població es repartia de la següent manera: un 26,1% tenia menys de 18 anys, un 4,7% entre 18 i 24, un 30,7% entre 25 i 44, un 27,9% de 45 a 60 i un 10,6% 65 anys o més.
L'edat mediana era de 40 anys. Per cada 100 dones de 18 o més anys hi havia 89,3 homes.
La renda mediana per habitatge era de 77.270 $ i la renda mediana per família de 91.205 $. Els homes tenien una renda mediana de 52.656 $ mentre que les dones 47.315 $. La renda per capita de la població era de 38.413 $. Cap de les famílies i el 2,1% de la població estaven per davall del llindar de pobresa.

## Poblacions més properes
El següent diagrama mostra les poblacions més properes.